# 加藤貴之 (野球)
加藤 貴之（かとう たかゆき、1992年6月3日 - ）は、千葉県安房郡白浜町（現：南房総市）出身のプロ野球選手（投手）。左投左打。北海道日本ハムファイターズ所属。
NPBにおけるシーズン最少与四球記録保持者。

## 経歴

### プロ入り前
小学校2年から白浜ブルーホークスで野球を始め、5年から投手。白浜中では軟式野球部に所属していた。
拓殖大学紅陵高等学校へ進学すると2年春からベンチ入りを果たす。2年夏は背番号11ながら主力投手として活躍したが、千葉大会決勝戦で八千代東戦に先発するも3回途中4失点で降板し、チームも敗退した。エースとして臨んだ3年夏は4回戦で山下斐紹、福田将儀擁する習志野戦で敗退し、甲子園出場はならなかった。1学年上に大木貴将がいた。
2011年に日本製鉄かずさマジックに入社した（所属は日鉄住金ビジネスサービス千葉）。鈴木秀範監督の方針で入社当初は内野手（一塁）として野球を覚えていく中で打撃投手などを務め、入社2年目の夏に投手へ再転向。3年目は岡本健と共に主戦投手となり、2013年の都市対抗ではリリーフとして2000年以来13年ぶりのベスト4進出に貢献すると、日本選手権でもリリーフとして活躍し、チームの同大会初優勝に貢献した。岡本が福岡ソフトバンクホークスからドラフト3位指名を受け退社した4年目からはチームのエースを務め、2014年の都市対抗では2回戦の永和商事ウイング戦に先発すると7回無失点の好投を見せた。続く東京ガス戦では2点リードの場面で8回からマウンドに上がるも、遠藤一星に適時打を打たれ送球が乱れている間に同点に追いつかれ、9回にサヨナラ負けを喫した。9月には仁川アジア大会の日本代表にも選ばれ、ドラフト上位候補にも名前が挙がったが、夏に痛めた左肘の状態や「まだ会社に貢献していない」と考え残留を決断した。入社5年目、2015年3月のスポニチ大会では5回11安打6失点でノックアウトされるなど不調が続き、6月の都市対抗予選ではチームは本選出場を逃し、自身も補強選手に選ばれないなど苦しいシーズンとなった。
2015年10月22日に行われたプロ野球ドラフト会議では、北海道日本ハムファイターズに2位指名を受けた。その後行われた日本選手権では2回戦の日本新薬戦で先発し、7回まで1失点に抑えていたが8回に3点を失い、後続も打たれ敗れた。11月12日に契約金7000万円、年俸1200万円で入団合意した（金額は推定）。背番号は14。担当スカウトは今成泰章。

### 日本ハム時代
2016年は中継ぎとして開幕一軍入り。3月26日の千葉ロッテマリーンズ戦でプロ初登板を果たし、以降も中継ぎとして登板していたが、有原航平が故障で離脱すると緊急措置で配置転換となりスターターとしての調整も不十分な中、4月9日の東北楽天ゴールデンイーグルス戦でプロ初先発。1回2/3を投げ3失点でノックアウトされたものの、同16日のロッテ戦では6回4安打4奪三振無失点と好投し、プロ初勝利を挙げた。この勝利は2016年度のパ・リーグ新人最速の初勝利となった。その後は中継ぎに戻るも、5月5日のソフトバンク戦で3度目の先発登板と流動的な起用が続いた。6月2日の東京ヤクルトスワローズ戦では先発登板するも、打球が左すねに直撃して負傷降板となり、翌3日に出場選手登録を抹消された。6月14日の一軍復帰以降はしばらく中継ぎ起用が続き、7月10日のロッテ戦ではプロ初ホールドを記録。大谷翔平が指のまめの影響で先発登板を回避し、代役として同24日のオリックス・バファローズ戦に先発すると以降は先発へ完全転向し、優勝争いをするチームの先発ローテーションの一角を担った。レギュラーシーズンでは様々な起用法に応え、30試合（16先発）の登板で7勝3敗1ホールド・防御率3.45を記録し、リーグ優勝に貢献。チームはその後も勝ち上がり日本一となったが、加藤自身はポストシーズンで思うような投球ができなかった。オフに1400万円増となる推定年俸2600万円で契約を更改した。
2017年は初の開幕ローテーション入りを果たし、春先は17イニング連続無失点を記録するなど好調であったが、5月10日の埼玉西武ライオンズ戦で3勝目を挙げて以降は白星から遠ざかり、7月5日に出場選手登録を抹消された。8月3日に再登録され、同日のロッテ戦で5回無失点と好投すると、その後は復調して先発ローテーションを守った。この年は21試合全てに先発登板し、6勝6敗・防御率3.53を記録。オフに600万円増となる推定年俸3200万円で契約を更改した。
2018年も、開幕ローテーション入りを果たしたものの不安定な投球が続き、5月20日の楽天戦では6回1失点と好投したが、翌21日に出場選手登録を抹消された。6月3日に再登録となったが、4試合勝ちが無く、同25日に2度目の登録抹消。7月8日に再登録され、同日のロッテ戦で4勝目を挙げるも、翌9日に3度目の登録抹消となり、8月3日の再登録以降は中継ぎとして起用された。シーズン終盤には先発に復帰したものの振るわず、この年は26試合（17先発）の登板で5勝8敗3ホールド・防御率4.53と成績を落とした。オフに100万円増となる推定年俸3300万円で契約を更改した。
2019年はMLBで見られるオープナーをアレンジした新戦術「ショートスターター」を開幕から務めた。「先発投手が打者一巡となる3回をめどに交代する」というものであり、21試合の先発登板のうち7試合はショートスターターとして登板した。この年は26試合（21先発）の登板で5勝7敗1ホールド・防御率3.52という成績であったが、新戦術への対応やショートスターターとしてのスペシャリスト性を高く評価され、2400万円増となる推定年俸5700万円で契約を更改した。
2020年は新型コロナウイルスの影響で開幕が延期され、120試合制の短縮シーズンとなった。開幕2戦目の西武戦に先発し、1失点に抑えていたが、毎回走者を背負う苦しい投球であり、4回でマウンドを降りると、その後の2先発では5回持たずにノックアウトを喫し、以降はショートスターターや中継ぎでの登板が中心となった。7月から8月にかけて3週間ほど二軍再調整期間があったものの、この年は28試合（7先発、うちショートスターター3度）の登板で4勝2敗1ホールド・防御率3.26という成績を残した。前年と変わらない査定であったが、オフに300万円減となる推定年俸5400万円で契約を更改した。
2021年も開幕ローテーションに入り、好投を続けたものの、なかなか援護に恵まれなかった。5月19日の楽天戦では6回3失点（自責点2）の内容でシーズン初黒星を喫すると、その後も援護に恵まれない試合が多く、8月13日のソフトバンク戦で自身6連敗となった。それでも出場選手登録を抹消されることなく先発ローテーションを守り、9月11日のソフトバンク戦で約4か月ぶりとなる4勝目を挙げた。以降は再び勝ち星に見放される登板が続いたが、10月18日の楽天戦では9回3安打無四球、走者を許したのはわずかに2イニングというほぼ完璧な投球で約1か月ぶりの5勝目をプロ初完投・初完封で飾った。先発106試合目でのプロ初完投は史上最遅の記録となった。この年は25試合全てに先発登板して6勝7敗と勝ち星こそ伸び悩んだものの、チーム2位の150イニングを投げて自身初の規定投球回に到達し、防御率3.42を記録した。オフに1900万円増となる推定年俸7300万円で契約を更改した。
2022年は開幕を一軍で迎えると、ソフトバンクとの開幕カードはBIGBOSSの方針で小刻みな継投が行われ、加藤は開幕戦の3回裏、同点の場面から2番手として登板。1イニングを無失点に抑え、2年ぶりのリリーフ登板でホールドを挙げた。その後は3月30日の西武戦から先発に回り、4月12日の西武戦で7回途中4安打無失点と好投し、シーズン初勝利。続く同19日の楽天戦では9回3安打1四球無失点、わずか90球で完封勝利（マダックス）を挙げた。交流戦では4試合に先発し、26イニング無失点を記録。先発投手として交流戦を無失点で終えるのは史上3人目、パ・リーグ投手では史上初の快挙であった。ただ、6月22日の楽天戦に先発した後、メディシンボールを使った練習で腰を痛め、同27日に出場選手登録を抹消された。7月14日の楽天戦で一軍復帰を果たし、7回無失点の好投で勝利投手となったものの、同16日に新型コロナウイルス陽性判定を受け、発熱の症状もあって隔離療養となった。療養を経て練習復帰したものの、コロナ禍によるメンバー不足で二軍戦は試合中止の連続となり、実戦での調整登板を経ずに一軍へ復帰。8月13日のロッテ戦に先発予定であったが、台風接近で中止となり、翌14日の同カードにスライド登板。6回2失点（自責点1）と好投し、復帰戦で勝利投手となった。9月19日のロッテ戦ではシーズン2度目の完封勝利を無四球で飾り、続く同26日の楽天戦でも8回5安打2失点と好投し、規定投球回に到達したとともに、自己最多の8勝目を記録した。登板機会が無くなったことで翌9月27日に出場選手登録を抹消され、シーズン与四球11が確定した。1950年の野口二郎が保持していた「シーズン最少与四球数」のプロ野球記録を72年ぶりに更新した。本拠地最終戦セレモニーでは翌年の続投を表明したBIGBOSS改め新庄剛志監督から、新球場および2023年シーズンの開幕投手に指名された。この年は援護率がリーグワーストの2.50だったこともあり、22試合（21先発）の登板で8勝7敗1ホールドと勝ち星こそ伸び悩んだものの、リーグトップのQS率85.7％と安定して試合をつくり、リーグ3位の防御率2.01と好成績を収めた。オフの契約更改では球団からの複数年契約を固辞し、6200万円増となる推定年俸1億3500万円の単年契約にサインした。
2023年は前年の予告通り、楽天との開幕戦でシーズン初登板初先発。2本の本塁打を打たれて7回3失点で敗戦投手となると、続く4月6日のロッテ戦でも7回3失点（自責点2）で敗戦投手となった。ただ、同14日の西武戦では9回を100球で投げきり、6安打無四死球6奪三振2失点という内容でシーズン初勝利を完投で飾った。5月13日のロッテ戦ではシーズン初の完封勝利（無四球）を挙げるなど、5月は月間4先発・30イニングを投げて3勝0敗・防御率0.30と好成績を収め、自身初の月間MVPを受賞。交流戦では好投しながらも打線の援護に恵まれず、敗戦投手となる試合が目立ったものの、7月4日終了時点で14試合に先発登板して防御率2.53を記録すると、翌5日に監督推薦で自身初となるオールスターに選出された。球宴第1戦に8番手として登板し、打者6人を全て凡打に打ち取り、2回無失点と好投した。球宴前の7月14日に出場選手登録を抹消されており、同25日の楽天戦（球宴から中5日）で後半戦初先発となり、7回2失点と好投しながらも敗戦投手。6月23日のロッテ戦で勝利投手となって以降は、このように試合を作りながらも白星に見放されていたが、8月15日のロッテ戦では5回2/3を3失点（自責点1）で7試合ぶりに勝利投手となった。ただ、続く同22日の楽天戦で左肘の張りにより、6回2失点（勝利投手）で降板すると、翌8月23日に登録抹消。9月9日の西武戦で一軍復帰を果たして以降は、シーズン終了まで先発ローテーションを回り、この年は24試合の先発登板で7勝9敗・防御率2.87を記録した。シーズン中に国内FA権を取得しており、去就が注目されていたが、11月11日に国内FA権を行使せず、日本ハムに残留することを発表。球団とは推定総額12億円の4年契約を締結した。
2024年は2年連続で開幕ローテーションに入ったが、開幕から3先発で3敗・防御率4.70と安定感を欠いた。ただ、4度目の先発登板となった4月21日のロッテ戦では、9回9安打1四球5奪三振無失点の内容でシーズン初勝利を自身5度目の完封で飾った。5月25日の楽天戦でも無四球完封勝利を挙げ、この試合も含めて54回2/3連続無四球（NPB歴代4位）を記録。その一方で、不調時はボールが真ん中に集まって連打で失点する傾向があり、6回持たずに被安打8以上と打ち込まれる試合も少なくなかった。6月終了時点で14試合に先発し、3勝6敗・防御率2.57という成績で7月1日に登録抹消。二軍調整を経て、同12日のソフトバンク戦に先発して以降は再び先発ローテーションを回り、7月は月間防御率0.82、8月8日の楽天戦からは自身5連勝を記録した。9月22日のオリックス戦では無四球の2失点完投で自身初の2桁勝利を達成し、この年は27試合の先発登板で10勝9敗・防御率2.70を記録。CSではロッテとのファーストステージ第1戦、ソフトバンクとのファイナルステージ第2戦に先発したが、いずれも敗戦投手となった。

## 選手としての特徴
| 球種           | 配分 % | 平均球速 km/h | 被打率 |
| -------------- | ------ | ------------- | ------ |
| ストレート     | 28.8   | 137.5         | .268   |
| カットボール   | 20.7   | 128.7         | .295   |
| フォーク       | 18.7   | 131.9         | .190   |
| スライダー     | 10.6   | 120.4         | .273   |
| チェンジアップ | 08.0   | 111.3         | .234   |
| シュート       | 06.6   | 135.1         | .326   |
| カーブ         | 06.5   | 096.5         | .346   |

ストレートは平均球速が130km/h台後半ながらキレがあり、球速以上に速く感じさせる。変化球はスライダー・カットボール・カーブ・フォーク・チェンジアップ・シュートと多彩な球種を持ち合わせており、ゆったりとした二段モーションからリリースの瞬間だけ力を入れ、ほぼ同じ腕の振りで直球と変化球を投げ分ける。
一番の武器は制球力。2021年シーズンは先発した25試合のうち3四球以上を与えたのはわずかに1試合であり、与四球率は1.26。この数字は、投手五冠に輝いた他「WHIP」「QS率」「K/BB」など多くのセイバーメトリクスの項目でもリーグトップとなった山本由伸を抑え、リーグ1位の記録であった。続く2022年シーズンではストライク率71.5%、K/BBは8.91と卓越した制球力を披露し、いずれもプロ野球新記録となる与四球率0.67・シーズン与四球11を記録した。

## 人物
愛称は「カトちゃん」。
2020年3月に一般女性と結婚した。
プロゴルファーの成田美寿々とは高校の同級生である。

## 詳細情報

### 年度別投手成績
| 年 度     | 球 団     | 登 板 | 先 発 | 完 投 | 完 封 | 無 四 球 | 勝 利 | 敗 戦 | セ 丨 ブ | ホ 丨 ル ド | 勝 率 | 打 者 | 投 球 回 | 被 安 打 | 被 本 塁 打 | 与 四 球 | 敬 遠 | 与 死 球 | 奪 三 振 | 暴 投 | ボ 丨 ク | 失 点 | 自 責 点 | 防 御 率 | W H I P |
| --------- | --------- | ----- | ----- | ----- | ----- | -------- | ----- | ----- | -------- | ----------- | ----- | ----- | -------- | -------- | ----------- | -------- | ----- | -------- | -------- | ----- | -------- | ----- | -------- | -------- | ------- |
| 2016      | 日本ハム  | 30    | 16    | 0     | 0     | 0        | 7     | 3     | 0        | 1           | .700  | 392   | 91.1     | 91       | 4           | 31       | 1     | 2        | 64       | 1     | 0        | 37    | 35       | 3.45     | 1.34    |
| 2017      | 日本ハム  | 21    | 21    | 0     | 0     | 0        | 6     | 6     | 0        | 0           | .500  | 521   | 120.0    | 125      | 13          | 38       | 0     | 1        | 99       | 1     | 0        | 51    | 47       | 3.53     | 1.36    |
| 2018      | 日本ハム  | 26    | 17    | 0     | 0     | 0        | 5     | 8     | 0        | 3           | .385  | 489   | 113.1    | 127      | 9           | 28       | 0     | 4        | 82       | 3     | 0        | 61    | 57       | 4.53     | 1.37    |
| 2019      | 日本ハム  | 26    | 21    | 0     | 0     | 0        | 5     | 7     | 0        | 1           | .417  | 378   | 92.0     | 85       | 11          | 23       | 0     | 3        | 70       | 1     | 0        | 39    | 36       | 3.52     | 1.17    |
| 2020      | 日本ハム  | 28    | 7     | 0     | 0     | 0        | 4     | 2     | 0        | 1           | .667  | 249   | 58.0     | 57       | 4           | 23       | 2     | 2        | 51       | 1     | 0        | 23    | 21       | 3.26     | 1.38    |
| 2021      | 日本ハム  | 25    | 25    | 1     | 1     | 1        | 6     | 7     | 0        | 0           | .462  | 595   | 150.0    | 136      | 13          | 21       | 1     | 3        | 102      | 2     | 0        | 61    | 57       | 3.42     | 1.05    |
| 2022      | 日本ハム  | 22    | 21    | 3     | 2     | 1        | 8     | 7     | 0        | 1           | .533  | 564   | 147.2    | 124      | 9           | 11       | 0     | 1        | 98       | 0     | 0        | 35    | 33       | 2.01     | 0.91    |
| 2023      | 日本ハム  | 24    | 24    | 3     | 1     | 3        | 7     | 9     | 0        | 0           | .438  | 648   | 163.1    | 162      | 14          | 16       | 2     | 1        | 83       | 2     | 1        | 59    | 52       | 2.87     | 1.09    |
| 2024      | 日本ハム  | 27    | 27    | 3     | 2     | 2        | 10    | 9     | 0        | 0           | .526  | 672   | 166.2    | 174      | 15          | 17       | 0     | 1        | 103      | 2     | 0        | 55    | 50       | 2.70     | 1.15    |
| 通算：9年 | 通算：9年 | 229   | 179   | 10    | 6     | 7        | 58    | 58    | 0        | 7           | .500  | 4508  | 1102.1   | 1081     | 92          | 208      | 6     | 18       | 752      | 13    | 1        | 421   | 388      | 3.17     | 1.17    |

- 2024年度シーズン終了時
- 各年度の太字はリーグ最高、青太字は2リーグ制以降のNPB規定投球回到達内で歴代最少

### 年度別守備成績
| 年 度 | 球 団    | 投手  | 投手  | 投手  | 投手  | 投手  | 投手     |
| 年 度 | 球 団    | 試 合 | 刺 殺 | 補 殺 | 失 策 | 併 殺 | 守 備 率 |
| ----- | -------- | ----- | ----- | ----- | ----- | ----- | -------- |
| 2016  | 日本ハム | 30    | 2     | 18    | 1     | 1     | .952     |
| 2017  | 日本ハム | 21    | 5     | 18    | 1     | 0     | .958     |
| 2018  | 日本ハム | 26    | 8     | 22    | 1     | 1     | .968     |
| 2019  | 日本ハム | 26    | 3     | 15    | 3     | 1     | .857     |
| 2020  | 日本ハム | 28    | 4     | 12    | 1     | 1     | .941     |
| 2021  | 日本ハム | 25    | 6     | 28    | 0     | 1     | 1.000    |
| 2022  | 日本ハム | 22    | 13    | 11    | 1     | 2     | .960     |
| 2023  | 日本ハム | 24    | 9     | 26    | 1     | 1     | .972     |
| 2024  | 日本ハム | 27    | 12    | 20    | 1     | 2     | .970     |
| 通算  | 通算     | 229   | 62    | 170   | 10    | 10    | .959     |

- 2024年度シーズン終了時
- 各年度の太字はリーグ最高

### 表彰
- 月間MVP：1回（投手部門：2023年5月[152]）
- 月間最優秀バッテリー賞：1回（2022年交流戦 捕手：宇佐見真吾）

### 記録
初記録
投手記録
- 初登板：2016年3月26日、対千葉ロッテマリーンズ2回戦（QVCマリンフィールド）、7回裏二死に4番手で救援登板、1回無失点
- 初奪三振：2016年3月30日、対オリックス・バファローズ2回戦（札幌ドーム）、4回表に吉田正尚から空振り三振
- 初先発登板：2016年4月9日、対東北楽天ゴールデンイーグルス2回戦（楽天Koboスタジアム宮城）、1回2/3を3失点で勝敗つかず
- 初勝利・初先発勝利：2016年4月16日、対千葉ロッテマリーンズ5回戦（札幌ドーム）、6回無失点
- 初ホールド：2016年7月10日、対千葉ロッテマリーンズ14回戦（札幌ドーム）、11回表に7番手で救援登板、2/3回無失点
- 初完投・初完封勝利：2021年10月18日、対東北楽天ゴールデンイーグルス25回戦（楽天生命パーク宮城）、9回3安打無四球無失点8奪三振

打撃記録
- 初打席：2017年6月13日、対中日ドラゴンズ1回戦（ナゴヤドーム）、2回表に又吉克樹から見送り三振
- 初安打：2021年5月26日、対東京ヤクルトスワローズ2回戦（明治神宮野球場）、3回表に田口麗斗から中前安打

節目の記録
- 1000投球回：2024年6月9日、対東京ヤクルトスワローズ3回戦（明治神宮野球場）、1回裏二死目に長岡秀樹を三振 ※史上370人目[153]

その他の記録
- 初完投までの所要先発登板数：106試合 ※史上最多[154]
- マダックス：2022年4月19日、対東北楽天ゴールデンイーグルス4回戦（楽天生命パーク宮城）、9回90球3安打1四球無失点 ※90球以下で達成は、2008年の渡辺俊介以来14年ぶり、球団では2002年のカルロス・ミラバル以来20年ぶり[154][155]
- シーズン11与四球：2022年 ※規定投球回到達者では史上最少[156]
- シーズン与四球率1.00未満：2022年、2023年 ※2度の達成、2年連続共に史上初[157]
  - 2022年：0.67 ※史上7人目7度目[157]、規定投球回到達者におけるプロ野球記録[158]
  - 2023年：0.94 ※この年の東克樹、村上頌樹に並んで史上10度[157]
- 開幕投手：1回（2023年）
- オールスターゲーム出場：1回（2023年）

### 背番号
- 14（2016年[16] - ）

### 登場曲
- 「我ら思う、故に我ら在り」氣志團（2016年 - ）
- 「Try My Life」VOG（2019年 - ）